# 成羽藩
成羽藩（日语：／ Nariwa-han */?）是日本備中國川上郡成羽的藩，元和3年（1617年）7月創藩，寬永15年4月14日（1638年5月27日）廢藩，寬永16年6月5日（1639年7月5日）再次創藩，寬永19年7月28日（1642年8月23日）廢藩，慶應4年6月20日（1868年8月8日）第三次創藩，明治4年7月14日（1871年8月29日）再次廢藩。
石高在高峰期是50,000石，藩廳是成羽陣屋，藩校創建於文政年間（1818年至1830年），稱為勸學所，慶應3年（1867年）改稱文武館，明治2年（1869年）再改稱為確摯校，人口在明治時是3,514戶16,619人。武家屋敷方面，山崎家時期江戶藩邸上屋敷位於麻布一本松和麻布西町，下屋敷位於麻布白金，藏屋敷則位於中之島。

## 歷史
元和3年（1617年）7月，山崎家治從因幡若櫻藩以30,000石入主成羽，領地涵蓋備中國哲多郡、川上郡、後月郡、淺口郡、吉備郡和攝津國東成郡。元和5年6月20日（1619年7月30日），家治奉命駐守三原城。翌年，他奉命參與大坂城石垣的普請，直至寬永4年（1627年）完工為止。寬永6年（1629年），他成功在領地連島圍墾新田北面新田。寬永11年（1634年），他奉命駐守松山城。寬永13年正月8日（1636年2月14日），他又奉命參與江戶城石垣的普請。寬永15年4月14日（1638年5月27日），他憑其在任時的功績獲加增至肥後富岡藩40,000石。
家治轉封後，成羽改由備中松山藩池田家駐守。寬永16年6月5日（1639年7月5日），水谷勝隆從常陸下館藩以50,000石入主成羽，領地是川上郡和播磨國美囊郡。在這之前，家治以三村家親興建的御茶屋作為陣屋，勝隆上任後棄用御茶屋，並且打算遷居至成羽川以北的鶴首山南麓，以當地為中心與建陣屋町。寬永17年（1640年），勝隆也在領內實施檢地，又視察王島至成羽的航道，並且親自前往連島構想開墾新田。然而，他在寬永19年7月28日（1642年8月23日）轉封至備中松山藩，成羽藩的領地變為幕府領。
萬治元年（1658年）5月，家治次子山崎豐治作為交代寄合以5,000石入主成羽。他在鶴首山北麓興建陣屋，並且將成羽川改流至北面。慶應4年6月20日（1868年8月8日），山崎家在成羽經歷十代統治後，山崎治正前往江戶上奏石高由於開墾連島而有所增加，並且獲准調整石高至約12,746石，成羽藩再次成立，明治2年6月16日（1869年7月24日）獲新政府承認，上屋敷也遷至麻布西町。明治4年7月14日（1871年8月29日），廢藩置縣。

## 歷任藩主
| 家名   | 家格      | 名稱     | 石高              | 領地                                                      |
| ------ | --------- | -------- | ----------------- | --------------------------------------------------------- |
| 山崎家 | 外樣 陣屋 | 山崎家治 | 30,000石          | 備中國哲多郡、川上郡、後月郡、淺口郡和吉備郡 攝津國東成郡 |
| 水谷家 | 外樣 陣屋 | 水谷勝隆 | 50,000石          | 備中國川上郡 播磨國美囊郡                                 |
| 山崎家 | 交代寄合  | 山崎豐治 | 5,000石           | 備中國川上郡和淺口郡                                      |
| 山崎家 | 交代寄合  | 山崎義方 | 5,000石           | 備中國川上郡和淺口郡                                      |
| 山崎家 | 交代寄合  | 山崎堯治 | 5,000石           | 備中國川上郡和淺口郡                                      |
| 山崎家 | 交代寄合  | 山崎信盛 | 5,000石           | 備中國川上郡和淺口郡                                      |
| 山崎家 | 交代寄合  | 山崎義俊 | 5,000石           | 備中國川上郡和淺口郡                                      |
| 山崎家 | 交代寄合  | 山崎義孝 | 5,000石           | 備中國川上郡和淺口郡                                      |
| 山崎家 | 交代寄合  | 山崎義苗 | 5,000石           | 備中國川上郡和淺口郡                                      |
| 山崎家 | 交代寄合  | 山崎義德 | 5,000石           | 備中國川上郡和淺口郡                                      |
| 山崎家 | 交代寄合  | 山崎義高 | 5,000石           | 備中國川上郡和淺口郡                                      |
| 山崎家 | 交代寄合  | 山崎義柄 | 5,000石           | 備中國川上郡和淺口郡                                      |
| 山崎家 | 外樣 陣屋 | 山崎治正 | 5,000石↓ 12,746石 | 備中國川上郡和淺口郡                                      |
| 山崎家 | 外樣 陣屋 | 山崎治祇 | 12,746石          | 備中國川上郡和淺口郡                                      |
| 山崎家 | 外樣 陣屋 | 山崎治敏 | 12,746石          | 備中國川上郡和淺口郡                                      |

## 領地
| 令制國 | 郡     | 領地 |
| ------ | ------ | --- |
| 備中國 | 淺口郡 | 西之浦村、矢柄村、鶴新田村、龜島新田村 |
| 備中國 | 川上郡 | 成羽村、福地村、原田村、下日名村、上日名村、水名村、增原村、上黑忠村、下黑忠村、三澤村、上大竹村、下大竹村、布瀨村、臘數村、佐佐木村、羽根村、羽山村、下原村、大原村、福松新開 |

## 註解
1. ↑  成羽現為岡山縣高梁市成羽町（日语：成羽町）成羽（日语：成羽村）[1]。
2. ↑  現行對應地名如下：
  - 麻布一本松現為東京都港區元麻布2丁目和麻布十番2丁目[4]。
  - 麻布西町現為港區元麻布1丁目3和4以及2丁目11至14[5]。
  - 麻布白金下屋敷現為港區白金1丁目[6]。
  - 中之島藏屋敷現為大阪府大阪市北區中之島1丁目[7]。
3. ↑  現行對應地名如下[1]：
  - 連島現為岡山縣倉敷市連島町連島（日语：連島町連島）。
  - 北面新田現為倉敷市連島町矢柄（日语：連島町矢柄）和連島町西之浦（日语：連島町西之浦）的北面地區（日语：北面 (倉敷市)）。
4. ↑  王島現為倉敷市松江（日语：東塚）和呼松（日语：呼松）[1]。

## 外部連結
- . kotobank （日语）.